# Eparchie kurská
Eparchie Kursk je eparchie ruské pravoslavné církve nacházející se v Rusku.

## Území a titul biskupa
Zahrnuje správní hranice území Bělovského, Gluškovského, Zolotuchinského, Koreněvského, Kurského, Kurčatovského, Medvěnského, Obojaňského, Okťabrského, Ponyrovského, Rylského a Sudžanského rajónu Kurské oblasti.
Eparchiálnímu biskupovi náleží titul biskup kurský a rylský.

## Historie
Je možné že ještě před mongolskou invazí mohla existovat Kurská eparchie, avšak dostupné historické dokumenty toto nepotvrzují.
Roku 1667 (či 1666) byla zřízena eparchie bělgorodská a obojaňská.
Roku 1682 bylo plánovano zřízení samostatné kurské eparchie, což se neuskutečnilo.
Roku 1787 byla eparchie bělgorodsko-obojaňská přejmenována na bělgorodsko-kurskou.
Dne 17. října 1799 se město Kursk stalo centrem eparchie a biskupové se začali nazývat biskup kurský a bělgorodský.
Roku 1833 byla celá správa eparchie přenesena do Kursku a Bělgorod se stal vikariátem.
Dne 25. února 1905 byla eparchie přejmenována na Kursk a Obojaň.
Roku 1967 získala eparchie svůj současný název; eparchie kurská a rylská.
Dne 26. července 2012 byla rozhodnutím Svatého synodu zřízena z části území eparchie nová eparchie železnogorská a eparchie ščigrovská. Staly se součástí nově vzniklé kurské metropole.

## Seznam biskupů
- 1787–1801 Feoktist (Močulskij)
- 1818–1822 Jevgenij (Kazancev)
- 1822–1831 Vladimir (Užinskij)
- 1831–1832 Innokentij (Selnokrinov)
- 1832–1860 Iliodor (Čistjakov)
- 1861–1880 Sergij (Ljapiděvskij)
- 1880–1883 Jefrem (Rjazanov)
- 1883–1887 Michail (Luzin)
- 1887–1893 Iustin (Ochotin)
- 1893–1898 Juvenalij (Polovcev)
- 1898–1904 Lavrentij (Někrasov)
- 1904–1911 Pitirim (Oknov)
- 1911–1914 Stefan (Archangelskij)
- 1914–1917 Tichon (Vasilevskij)
- 1917–1920 Feofan (Gavrilov)
- 1920–1923 Nazarij (Kirillov)
- 1923–1925 Juvenalij (Maslovskij), svatořečený mučedník
- 1925–1928 Nazarij (Kirillov), podruhé
- 1928–1928 Alexij (Gotovcev), dočasný administrátor
- 1928–1932 Damian (Voskresenskij), svatořečený mučedník
- 1932–1933 Pamfil (Ljaskovskij)
- 1933–1935 Onufrij (Gagaljuk), svatořečený mučedník
- 1935–1935 Chrisogon (Ivanovskij), odmítl jmenování
- 1935–1935 Alexandr (Ščukin), svatořečený mučedník
- 1935–1937 Artemon (Jevstratov)
- 1937–1937 Feodosij (Kirika)
- 1937–1941 Jefrem (Jefremov)
- 1943–1947 Pitirim (Sviridov)
- 1947–1948 Alexij (Sergejev)
- 1948–1951 Nestor (Sidoruk)
- 1951–1958 Innokentij (Zelnickij)
- 1958–1959 Roman (Tang)
- 1959–1962 Leonid (Poljakov)
- 1962–1971 Serafim (Nikitin)
- 1971–1974 Nikolaj (Byčkovskij)
- 1974–1984 Chrizostom (Martiškin)
- 1984–2004 Juvenalij (Tarasov)
- od 2004 German (Moralin)